# Catasterismo
Il catasterismo (dal greco antico καταστερίζω?, katasterízō, "colloco fra le stelle", a sua volta da κατά, katá, "giù" e ἀστήρ, astḗr, "astro") è, nella mitologia greca e romana, quel processo attraverso il quale un eroe, una divinità, una creatura o anche un oggetto viene tramutato in astro o in costellazione.

## Letteratura
Ovidio, ultimo esponente del Circolo di Mecenate, fu costretto da Augusto all'esilio volontario (relegatio) presso Tomi, sul Mar Nero. Il motivo dell'esilio è incerto. Alcuni autori, esaminando gli accenni di Ovidio tramandanti, ipotizzano fosse conseguenza della sua Ars amatoria (II, 359 – 372), con la quale si pensò che alludesse alla figlia dell'imperatore Augusto.
Per riconquistare la stima di Augusto e soprattutto la possibilità di tornare nei territori romani, Ovidio scrisse un'opera intitolata Le metamorfosi, ove narrò le trasformazioni epiche. L'opera, divisa in quindici libri, doveva esaltare l'immagine di Augusto nei confronti di Cesare; Ovidio trattò strategicamente nel quindicesimo libro il catasterismo di Cesare: Luna volat altius illa flammiferumque trahens spatioso limite crinem stella micat natique videns bene facta fatetur esse suis maiora et vinci gaudet ab illo (l'anima vola più in alto della Luna e, trascinandosi dietro lungo lo spazio una coda di fiamma, brilla come stella, ma vedendo i meriti del figlio ammette che sono maggiori dei suoi e gioisce che lui vinca).

## Esempi

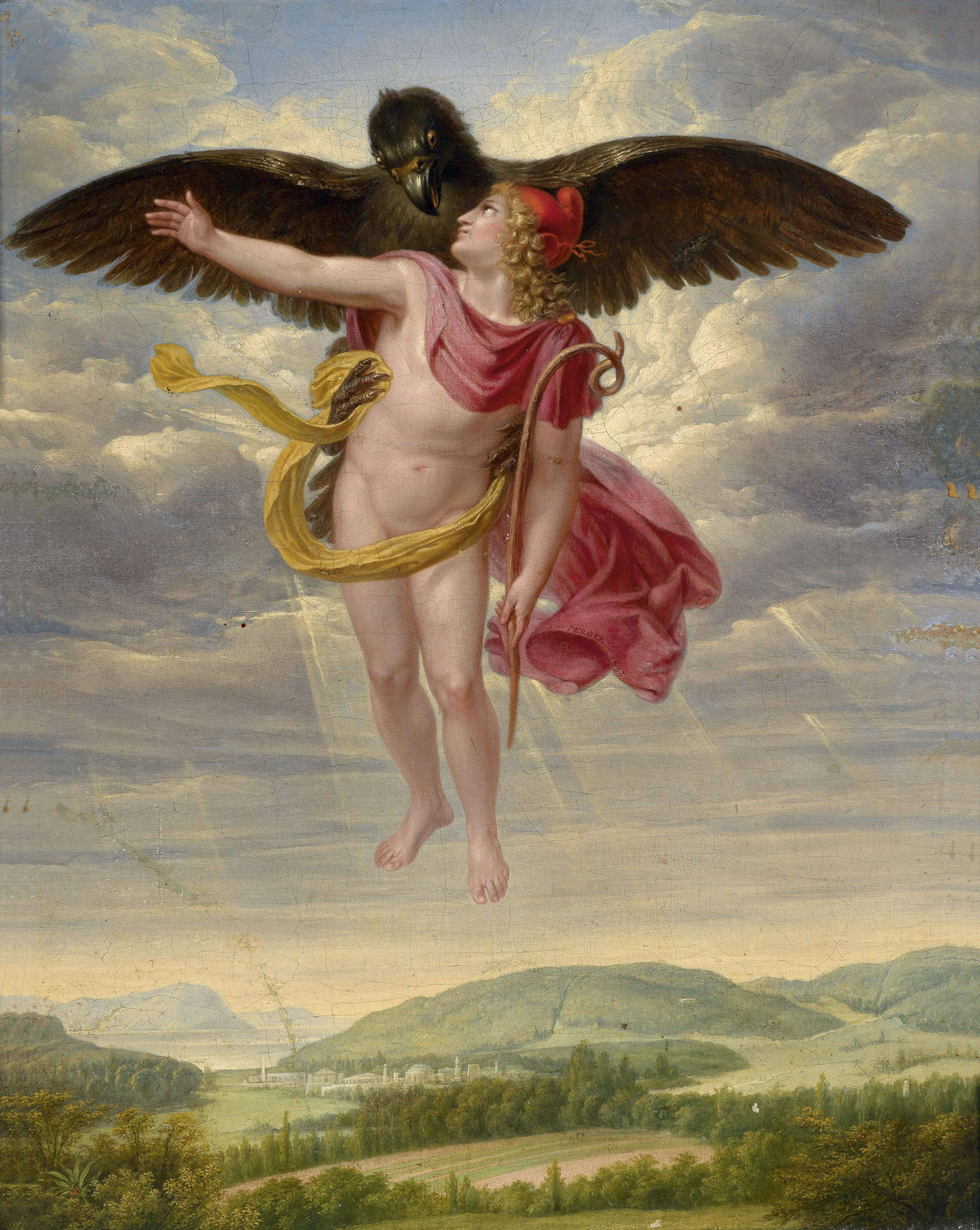
Zeus in forma di Aquila divina rapisce in cielo Ganimede, una diverrà l'Aquila (costellazione), l'altro l'Aquario (costellazione).

### Mitici
Figure della mitologia greca divenute costellazioni includono:
- Il grande toro in cui si era trasformato Zeus per rapire la principessa Europa divenuto il Toro (costellazione)
- L'aquila in cui si trasforma Zeus per rapire il bellissimo principe dei troiani Ganimede divenuta l'Aquila (costellazione)
- Lo stesso Ganimede, nella sua qualifica di coppiere degli dèi diviene l'Aquario (costellazione)
- Andromeda (mitologia) divenuta Andromeda (costellazione)
- I Dioscuri divenuti i Gemelli (costellazione)
- Ercole divenuto Ercole (costellazione)
- Carcino divenuto il Cancro (costellazione)
- L'Idra di Lerna divenuta l'Idra (costellazione)
- La Dea Demetra (ma anche Iside) assimilata alla Vergine (costellazione)
- Asclepio divenuto Ofiuco
- Cassiopea (mitologia) divenuta Cassiopea (costellazione)
- Ceto (mitologia) divenuto Balena (costellazione)
- Pan (in alternativa Amaltea (mitologia)) divenuto il Capricorno (costellazione)
- Il Leone di Nemea divenuto il Leone (costellazione)
- Orione (mitologia) divenuto Orione (costellazione)
- Pegaso (mitologia) divenuto Pegaso (costellazione)
- Perseo divenuto Perseo (costellazione)
- Il satiro Croto divenuto il Sagittario (costellazione)
- Chirone divenuto il Centauro (costellazione)
- Cefeo (figlio di Belo) divenuto Cefeo (costellazione)
- Eridano (mitologia) divenuto Eridano (costellazione)

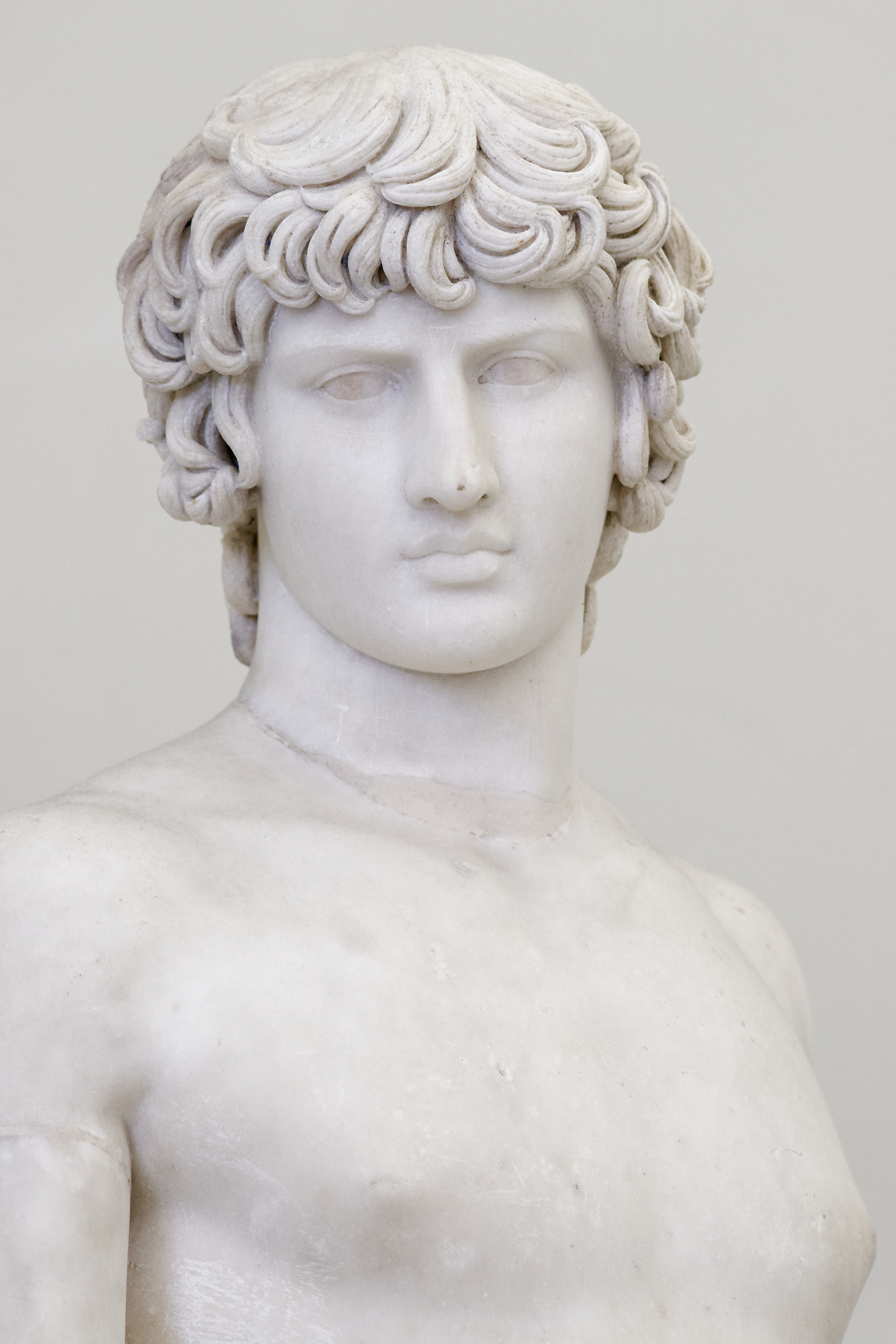
Primo piano del volto dell'Antinoo Farnese, il ragazzo amato da Adriano e da questi trasformato dopo la morte in una costellazione.

- Callisto divenuta l'Orsa Maggiore

### Personaggi storici
Esempi di catasterismo rivolti a personaggi terreni eroicizzati o divinizzati post-mortem sono quelli riguardanti Berenice II d'Egitto moglie di Tolomeo III; lo stesso Callimaco, uno dei più fini rappresentanti della cultura nel periodo ellenistico, aveva creato il catasterismo a lei dedicato, trasformando i capelli della regina in una costellazione: la Chioma di Berenice.
Un altro celebre catasterismo è quello sorto attorno alla figura di Antinoo, il giovinetto amato dall'imperatore romano del II secolo Publio Elio Traiano Adriano e morto prematuramente in un incidente: divenne così la costellazione di Antinoo - nei pressi dell'Aquila - la quale si richiama a sua volta alla mitico personaggio dell'adolescente Ganimede rapito da Zeus in forma di Aquila.

### Oggetti
Come per l'esempio concernente la "Chioma di Berenice" vi sono stati altri oggetti particolari, perlopiù appartenenti ad importanti figure mitiche, che sono stati assunti in cielo; tra questi:
- La corona di Arianna divenuta la Corona Boreale
- La lira appartenuta ad Orfeo, che diventa la Lira (costellazione)
- La nave Argo su cui viaggiarono gli Argonauti, che diviene la Nave Argo (costellazione)
- La lettera Delta, quarta dell'alfabeto greco ed iniziale del nome Zeus (oppure il Delta del Nilo) divenuto il Triangolo (costellazione)